# Уаллауа-Лейк (Орегон)
Уаллауа-Лейк (англ. Wallowa Lake) — статистически обособленная местность и невключённая территория, расположенная в округе Уаллауа штата Орегон, США. Находится на южной оконечности озера Уаллауа, это небольшое сообщество, состоящее из домов для отдыха, жилья, ресторанов, а также других малых предприятий. Население составляло 62 человека по переписи 2010 года.

## История
Уаллауа-Лейк приобрело популярность среди золотодобытчиков и вскоре его начали посещать жители других регионов. Развивающийся туристический рынок привёл к строительству на озере. Была построена гостиница Wonderland Inn (сейчас Wallowa Lake Lodge), которая была спланирована в 1923 году как парк развлечений в южной части озера. В парке были ресторан, магазин, боулинг, танцевальный зал, кинотеатр под открытым небом, карусель, и номера для желающих остаться на ночь.
Парк развлечений действовал до 1940 года, когда снегопад из-за необычно суровой зимы разрушил большинство зданий и сделал парк неработоспособным. Тем не менее, гостиница осталась в эксплуатации, хотя и была переименована в Wallowa Lake Lodge. Территория продолжала развиваться и в последующие годы было построено ещё несколько магазинов, домиков, ресторанов, что превратило южный край озера в туристическое сообщество.
Предприятия в южной части озера Уаллауа являются членами некоммерческой туристической ассоциации.
Летом в Уаллауа-Лейк проживают от 2000 до 3000 человек, и все предприятия открыты. В холодное время года с октября по март в Уаллауа-Лейк проживает менее 40 постоянных жителей и работают лишь несколько предприятий, предоставляющих жильё.